# Mount Pleasant (North Carolina)
Mount Pleasant is een plaats (town) in de Amerikaanse staat North Carolina, en valt bestuurlijk gezien onder Cabarrus County.

## Demografie
Bij de volkstelling in 2000 werd het aantal inwoners vastgesteld op 1259.
In 2006 is het aantal inwoners door het United States Census Bureau geschat op 1532, een stijging van 273 (21,7%).

## Geografie
Volgens het United States Census Bureau beslaat de plaats een oppervlakte van
3,6 km², geheel bestaande uit land. Mount Pleasant ligt op ongeveer 223 m boven zeeniveau.

## Plaatsen in de nabije omgeving
De onderstaande figuur toont nabijgelegen plaatsen in een straal van 20 km rond Mount Pleasant.